# Хайдельбергская высшая школа
Хайдельбергская высшая школа (нем. SRH Hochschule Heidelberg, возможен также перевод «Хайдельбергская высшая [прикладная / профессиональная] школа», «Хайдельбергский [прикладной / профессиональный] институт», «Университет прикладных наук Хайдельберг») — частный междисциплинарный ВУЗ в городе Хайдельберг на севере федеральной земли Баден-Вюртемберг (Германия) под управлением образовательного фонда SRH.

## История
ВУЗ начал свою работу 1.10.1969 как специализированное учебное заведение для профессиональной реабилитации инвалидов. С 1991 года открыт для всех студентов.
В 2004 году получил аккредитацию Германского научного совета и переехал в новый кампус, основной отличительной особенностью которого является «Башня наук».
В 2007 году прошел повторную аккредитацию и получил государственное признание.

## Факультеты
- Факультет информатики
  - Компьютерные науки
  - Управление информационными системами
  - Виртуальная реальность

- Факультет социальных и юридических наук
  - Детское образование и развитие
  - Социальная работа
  - Бизнес-право

- Факультет бизнеса
  - Бизнес-администрирование
  - Международный бизнес

- Факультет терапевтических наук
  - Музыкальная терапия
  - Физиотерапия

- Факультет прикладной психологии
  - Бизнес-психология
  - Лечебная психология

- Факультет строительства и архитектуры
  - Архитектура
  - Индустриальный инжиниринг
  - Механический инжиниринг
  - Электроинжиниринг
  - Управление коммуникациями